# Tresque
La tresque est une danse médiévale en chaîne du XIVe siècle, originaire d'Italie, qui peut être accompagnée de musique et de chants. On prétend qu'elle est à l'origine de la farandole.